# Ridley Pakenham Pakenham-Walsh
Ridley Pakenham Pakenham-Walsh, britanski general, * 1888, † 1966.